# Kapa (Luhak Nan Duo)
Kapa is een bestuurslaag in het regentschap West-Pasaman van de provincie West-Sumatra, Indonesië. Kapa telt 9997 inwoners (volkstelling 2010).